# Peter S. Beagle

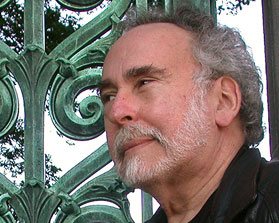
Peter S. Beagle bij de Universiteit van Californië - Berkeley in 2006

Peter S. Beagle (voluit Peter Soyer Beagle) (New York, 20 april 1939) is een Amerikaans scenario- en fantasyschrijver.

## Biografie
Peter S. Beagle werd geboren op het eiland Manhattan in New York. Hij groeide op in de New Yorkse wijk the Bronx. Hij was al jong een enthousiast lezer en begon als kind met schrijven. Op de Bronx High School of Science schreef hij voor het schoolblad. In 1955 deed hij met een gedicht mee aan de Scholastic Writing Awards Contest, waarmee hij de eerste prijs won: een beurs aan de universiteit van Pittsburgh. Met zijn kort verhaal Telephone Call won hij de eerste prijs bij een wedstrijd van het blad Seventeen Magazine. Zijn eerste roman A Fine and Private Place schreef hij op zijn negentiende. Nadat hij was afgestudeerd bracht hij een jaar door in het buitenland. Terug in Amerika verzorgde zijn agent een schrijversworkshop voor hem op de Stanford-universiteit. Hier ontmoette hij Enid, met wie hij zou trouwen. Samen kregen ze drie kinderen.
Zijn grootste succes had hij in 1968 met de fantasyroman De laatste eenhoorn (The Last Unicorn). In de jaren zeventig ging Beagle meer scenario's schrijven. Hij speelt gitaar en trad tussen 1973 en 1985 op als zanger van volksliedjes, waarvan ook een (live-) plaat werd uitgebracht. In 1980 besloten hij en zijn vrouw te scheiden. In 1985 verhuisde Beagle naar Seattle. Hij hertrouwde met de Indiaanse schrijfster Padma Hejmadi. Ze wonen nu in de stad Davis in Californië.

## Bibliografie

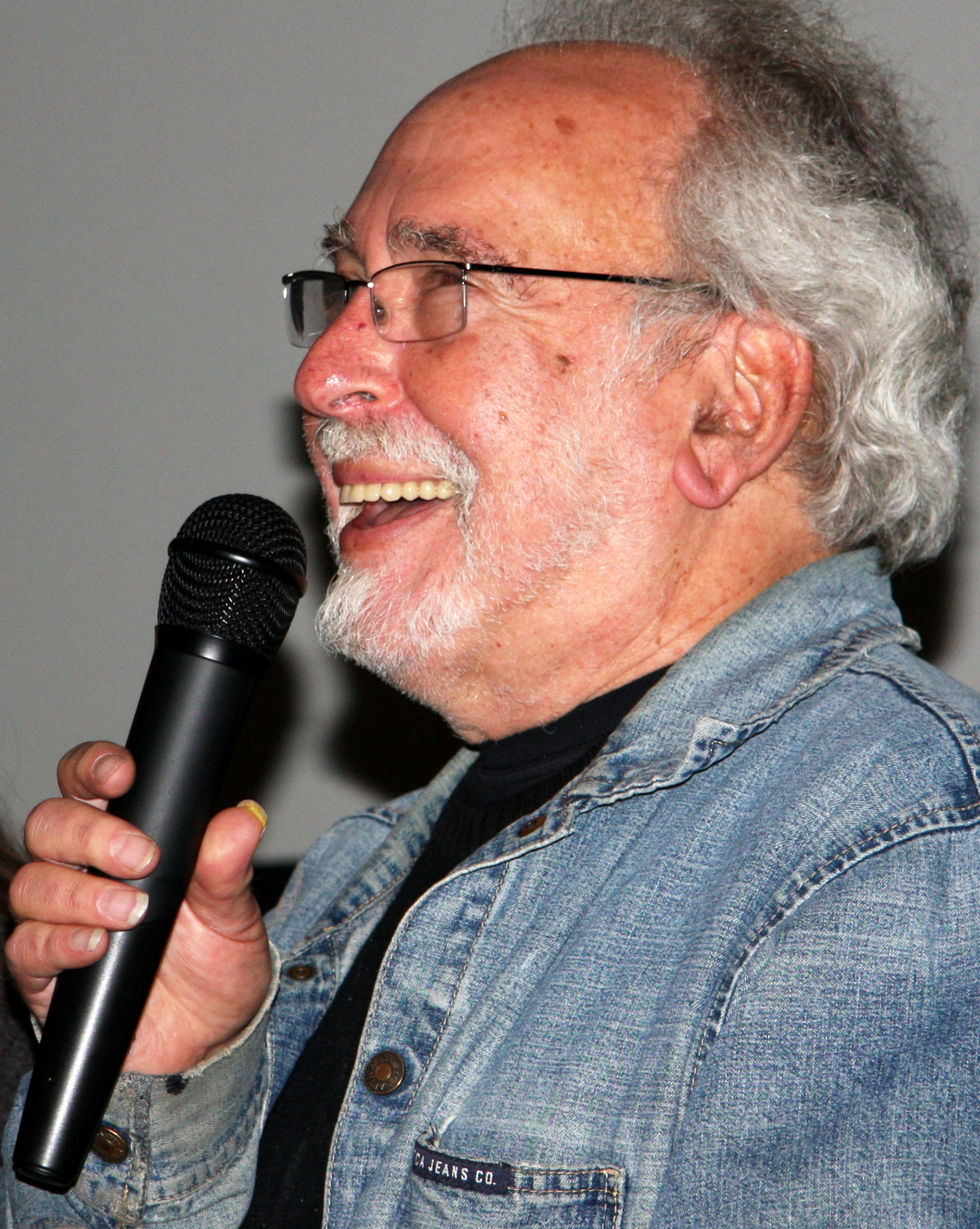
Peter S. Beagle in 2014

## Scenario's
- 1974 - The Dove
- 1977 - The Greatest Thing That Almost Happened
- 1978 - The Lord of the Rings
- 1982 - The Last Unicorn
- 1990 - Sarek - (Star Trek: The Next Generation)
- 1992 - A Whale of a Tale
- 1996 - Camelot
- 1996 - The Story of Moses

## Prijzen
- 1987 - Mythopoeic Fantasy Award voor 'The Folk of the Air'
- 1994 - Locus Award voor 'The Innkeeper's Song'
- 2000 - Mythopoeic Fantasy Award voor 'Tamsin'
- 2004 - Grand Prix de l'Imaginaire, Nouvelle étrangère voor 'Le rhinocéros qui citait Nietzsche' ('The Rhinoceros Who Quoted Nietzsche and Other Odd Acquaintances'
- 2006 - Inkpot Award
- 2006 - Hugo Award voor 'Two Hearts'
- 2007 - Nebula Award voor 'Two Hearts'
- 2007 - WSFA Small Press Award voor 'El Regalo'
- 2010 - Locus Award voor 'By Moonlight'
- 2011 - World Fantasy Award
- 2018 - Damon Knight Memorial Grand Master Award

## Trivia
- Beagle schreef het scenario voor de tekenfilm The Lord of the Rings uit 1978. Ook schreef hij het verhaal voor Sarek, aflevering #71 van de sciencefictionserie Star Trek: The Next Generation
- Two Hearts is een vervolg op het verhaal De laatste eenhoorn.